# Podworańce (rejon werenowski)
Podworańce (biał. Падваранцы; ros. Подворанцы) – wieś na Białorusi, w obwodzie grodzieńskim, w rejonie werenowskim, w sielsowiecie Podhorodno.
W dwudziestoleciu międzywojennym leżały w Polsce, w województwie nowogródzkim, w powiecie lidzkim, w gminie Żyrmuny. Po II wojnie światowej w granicach Związku Sowieckiego. Od 1991 w niepodległej Białorusi.